# Шимуновић
Шимуновић је јужнословенско презиме, патроним имена Шимун. Значајни људи са овим презименом су:
- Динко Шимуновић (1873–1933), хрватски књижевник
- Јозо Шимуновић (1994), босанско-хрватски фудбалер
- Лука Шимуновић (1997), хрватски фудбалер
- Марио Шимуновић (1989), шведски фудбалер хрватског порекла
- Мато Шимуновић (1985), аустријски фудбалер босанског порекла
- Петар Шимуновић (1933–2014), хрватски лингвиста
- Пјер Шимуновић, (1962), хрватски дипломата
- Ренато Шимуновић (1994), њемачки репер поријеклом босански Хрват